# Gulbukig feflugsnappare
Gulbukig feflugsnappare (Chelidorhynx hypoxanthus) är en liten asiatisk insektsätande tätting.

## Utseende och läte
Gulbukig feflugsnappare är en liten tätting som mäter tolv centimeter. Den adulta hanen har en svart ögonmask, kraftfullt gul panna, ögonbrynsstreck, bröst och undersida medan ovansidan, inklusive hjässa, är matt olivgrön till gråbrun. Fjäderspetsarna på de större täckarna är vitaktiga vilket ger den ett vitt vingband när vingen är hopfälld. Den mörka stjärten är lång, solfjäderformad, och har vit bakkant. Den spärrar ofta upp stjärten och vickar med den från sida till sida. Den adulta honan skiljer sig på att ögonmasken har samma färg som hjässan. Juvenilen har mattare färger och är ljusare undertill och mörkare på ovansida. Sången består av en serie tunna "sewit sweeit", "tit" eller "tsit".

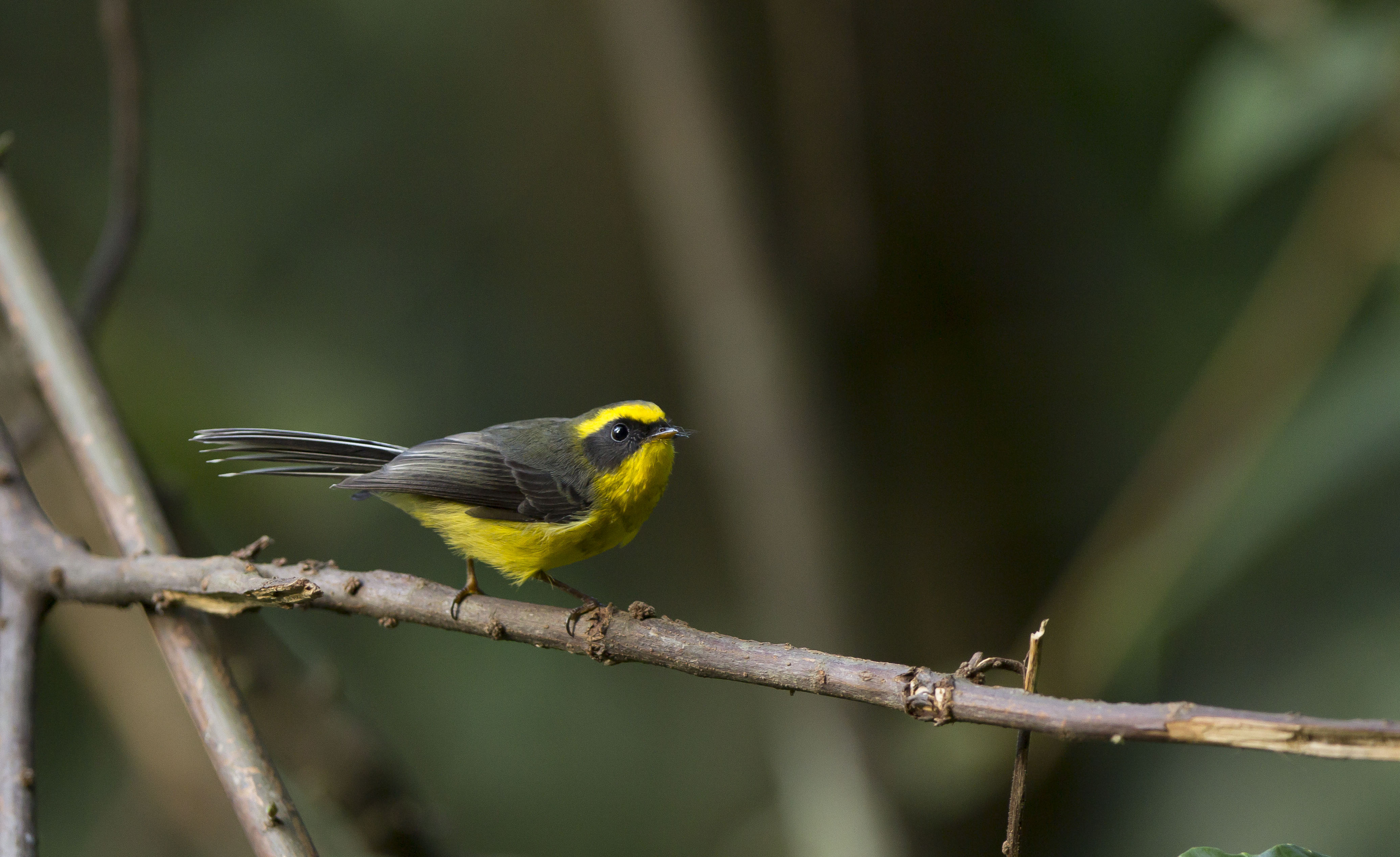

## Utbredning och biotop
Arten förekommer från Kashmir och österut till Arunachal Pradesh, i sydöstra Tibet, sydvästra Sichuan, nordvästra Yunnan och norra Bangladesh och vidare i Myanmar, norra Thailand, norra Laos och norra Vietnam. Den häckar i städsegrön bergsskogar på 1500-4000 meter, men vissa populationer, exempelvis i Himalaya, genomför årligen förflyttningar i höjdled och vintertid förekommer den på lägre höjder ned till 180 meter.

## Systematik
Länge placerades arten i släkte Rhipidura inom familjen solfjäderstjärtar (Rhipiduridae). Genetiska studier indikerar dock att den endast är avlägset släkt och istället bör placeras i den nyligen beskrivna familjen feflugsnappare (Stenostiridae), tillsammans med grå feflugsnappare (Stenostira scita), elminiorna (Elminia) och de båda arterna i släktet Culicicapa. Den placeras därför numera där i det egna släktet Chelidorhynx. Denna taxonomiska förändring har också lett till att fågeln namn har ändrats från det tidigare gul solfjäderstjärt eftersom arten helt enkelt inte är en solfjäderstjärt.

## Levnadssätt
Fågeln lever av små flygande insekter som den skrämmer med att sprida ut sin stjärt. Den bygger en kompakt och djup boskål som den fäster vid ovansidan på gren, vari den lägger tre gräddfärgade ägg med mycket små mörkröda fläckar.

## Status och hot
Den totala populationen har inte uppskattats, men arten beskrivs som vanlig över merparten av sitt utbredningsområde förutom i Sydostasien där den är mindre vanlig. Den bedöms inte som hotad och IUCN kategoriserar den som livskraftig (LC).